# Третьочервневий переворот (1907)

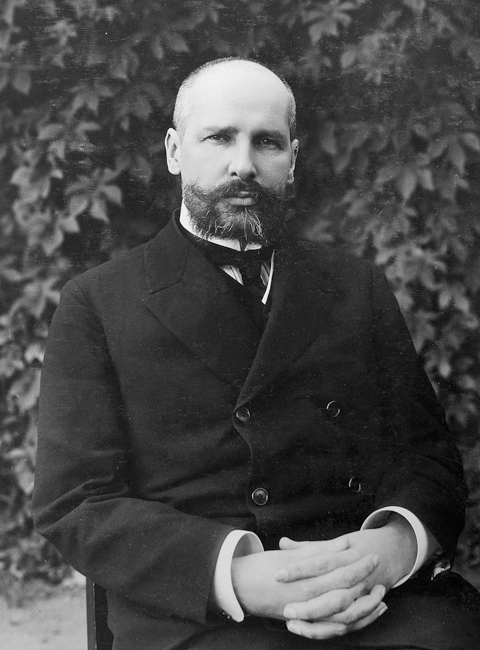
У червні 1907 року уряд на чолі з Столипіним та за підтримки імператора Миколи II розпустив II Державну Думу і опублікував новий закон про вибори

Третьочервневий переворот 1907 року — політична акція російського самодержавства, що призвела до розгону 16 (3) червня 2-ї Державної думи Російської імперії та видання нового виборчого закону, який фактично забезпечував владі цілковите панування в 3-й Державній думі.
Новий виборчий закон був опублікований без погодження з Державною думою і Державною радою Імперії, що було грубим порушенням імператорського Маніфесту 17 жовтня 1905. Кількість виборщиків від робітників та селян зменшилася з 46 до 24,8 %, водночас число виборщиків від поміщиків і великих промисловців зросло до 64,5 %. Загальна кількість депутатів 3-ї Думи у порівнянні з 2-ю Думою була зменшена.
Події 16 (3) червня 1907 викликали хвилю обурення в Російській імперії в цілому та в Україні зокрема. Так, страйки протесту, спрямовані проти розгону владою 2-ї Державної думи, відбулися 17 (4) травня 1907 на ряді підприємств Києва.
3-тя Державна дума, обрана на підставі нового закону і скликана в листопаді 1907, завдяки своїй активній співпраці з реформаторським урядом Петра Столипіна спромоглася зупинити хвилю революційного терору й стабілізувати ситуацію в державі.